# مذبحة يانغتشو (760)
مذبحة يانغتشو هي مذبحة قَتلَت فيها القوات الصينية بقيادة تيان شينغونغ الآلاف من التجار الأجانب (من المسلمين: العرب والفُرس) في يانغتشو في عام 760 م خلال عهد أسرة تانغ.
كانت مدينة يانغتشو، عند تقاطع نهر اليانغتسي والقناة الكبرى، مركزًا للتجارة والتمويل والصناعة، وواحدة من أغنى المدن في الصين في عهد أسرة تانغ، مع وجود عدد كبير من التجار الأجانب.
في عام 760 م، بدأ مبعوث جيدو من هواينان [الإنجليزية]، ليو تشان (劉展)، تمردًا مع شقيقه ليو يين. هزم جيشهم في البداية جيش الحاكم، دينج جينغشان (鄧景山)، في مقاطعة شوتشنغ (سيهونغ، جيانغسو [الإنجليزية] حاليًا)، قبل عبور نهر اليانغتسي وهزيمة لي ياو، الذي فر إلى شوانتشنغ. بناءً على نصيحة القائد الشهير قوه زيي [الإنجليزية]، قام دينج بتجنيد الجنرال تيان شينغونغ (田神功) من بينغلو لقمع الثورة. نزل تيان وجيشه في جينشان [الإنجليزية] على خليج هانغتشو، وعلى الرغم من الخسائر الأولية فقد هزم جيش ليو المكون من 8000 جندي من النخبة في قوانغلينغ. لقد تم إطلاق النار على ليو تشان نفسه في عينه بسهم ثم تم قطع رأسه.
وبما أن تيان كان قد قاتل سابقًا في صفوف ثورة آن شي، فقد كان مهتمًا بإعادة التقرب من إمبراطور تانغ [الإنجليزية]. لقد اختار يانغتشو كهدف مثالي لنهب الهدايا للإمبراطور. وعندما وصلت قوات تيان، قاموا بنهب السكان، وقتلوا الآلاف من التجار العرب والفرس. ثم سافر تيان إلى عاصمة تانغ، تشانغآن، وقدم الذهب والفضة المنهوبة للإمبراطور.

## طالع أيضًا
- مذبحة قوانغتشو
- قائمة المجازر في الصين [الإنجليزية]